# 巴耶尔萨联足球俱乐部
巴耶尔萨联足球俱乐部（Bayelsa United FC）成立于2000年。是一支位于尼日利亚巴耶尔萨州城市耶纳戈阿，球队属于尼日利亚顶级联赛尼日利亚足球甲级联赛球队。主场是耶纳戈阿市立体育场(Yenagoa Township Stadium)。